# El Santuario (kommun)
El Santuario är en kommun i Colombia.   Den ligger i departementet Antioquía, i den centrala delen av landet, 210 km nordväst om huvudstaden Bogotá. Antalet invånare är 26 287.